# Rias Gremory
Rias Gremory es un personaje ficticio de manga y anime, creado por Ichiei Ishibumi. Es el personaje principal femenino de High School DxD y el principal interés amoroso del protagonista, Issei Hyōdō.

## Popularidad y mercancías

### Popularidad
En una encuesta de Internet realizada en Facebook por Tokyo Otaku Mode, que encuestó a hombres o mujeres sobre los personajes de anime con los que más quieren salir, Rias ocupó el séptimo lugar entre los personajes femeninos. Una lista del sitio web de medios en inglés The Richest of the "10 Sexiest Females of Japanese Anime" colocó a Rias en segundo lugar, con Cara Clegg de Rocket News 24 escribiendo "Un diablo sexy de pura sangre, Rias ha sido bendecida con una cara y un cuerpo hermoso, las mejores calificaciones, y una gran personalidad". Otra encuesta realizada por el proveedor de Internet japonés BIGLOBE que pidió a los encuestados que encuestaran a sus personajes favoritos del anime lanzado en la primera mitad de 2012 clasificó a Rias en sexto lugar, con 432 votos. El sitio web de anime Charapedia realizó una encuesta de 10 000 fanáticos para encontrar los "personajes tetonas encantadores" en anime y manga, donde Rias ocupó el puesto 20, con 140 puntos. Rias recibió 73 votos en un Torneo Anime Saimoe organizado por 2channel donde los encuestados tenían la tarea de encontrar la mayoría de los personajes moe de 2012.
En una encuesta realizada por el sitio web de anime GoBoiano, Rias Gremory ocupó el tercer lugar en una lista de "35 personajes de anime que prueban que el rojo es el color más feroz". Luego, Rias ocupó el cuarto lugar en una lista de los "23 personajes femeninos de anime más pervertidos" en otra encuesta de GoBoiano.

### Mercancías
La popularidad de su personaje también ha hecho que Rias aparezca en varios productos relacionados con High School DxD. Esto incluye figuras de personajes de los productores de figuras A+ y Chara-Ani, que la muestran con botas altas de cuero negro y un bikini, y posando con piezas de ajedrez en blanco, respectivamente. FREEing and Good Smile Company lanzó una tercera figura de Rias con un traje de conejita en agosto de 2014. Una cuarta, nuevamente hecha por A+, presentaba una versión bronceada de la figura de Rias con alas y base removibles. Dragon Magazine, en la que se serializa High School DxD, presentó una "portada de libro de senos" inspirada en Rias que se regaló con la edición de noviembre de 2014 de la revista. Rias Gremory dakimakura, también ha sido lanzada previamente por el distribuidor AniBro Gamers. Rias también apareció en la adaptación del videojuego High School DxD para Nintendo 3DS.s. El personaje también ha sido objeto de cosplay, con un cosplay de Rias en el puesto 31 en la lista de los mejores cosplay de la revista Paste en Chicago Comic and Entertainment Expo 2012.